# Хакль, Анна
Анна Хакль (нем. Anna Hackl; род. 1931) — дочь австрийской крестьянки Марии Лангталер из сельской общины Швертберг, в феврале 1945 года спасшей двух советских офицеров (Михаил Рыбчинский, умер в 2008 и Николай Цемкало, умер в 2001), бежавших из концлагеря Маутхаузен.

## Мюльфиртельская охота на зайцев
Семья крестьян Лангталер, начиная со 2 февраля 1945 года, в течение трёх месяцев прятала под страхом смерти на одном из хуторов в Виндене (Швертберг) двух советских военнопленных (Михаил Рыбчинский и Николай Цемкало), которые бежали из концлагеря Маутхаузен. Они не предали их, даже когда СС и фольксштурм приехали на хутор. В то время около 500 пленных совершили побег и только 11 пережили бегство в стужу при постоянном преследовании СС, полиции, фольксштурма, гитлерюгенда и местных жителей. Большинство беглецов погибли на месте. События вошли в историю как «Охота на зайцев в Мюльфиртлере» (нем. Mühlviertler Hasenjagd).
Утром 5 мая 1945 года на хутор пришли американские войска, и части фольксштурма разбежались.
Анна Хакль, урождённая Лангталер, уже после войны была награждена за свой подвиг и за к тому времени умершую мать. Самой ей в 1945 году было 14 лет.
Анна Хакль (замужем и мать пятерых детей) посещает в год около 30 школ, где рассказывает ученикам об ужасах и трудностях того времени.
Австрийский режиссёр Андреас Грубер (Andreas Gruber) показал в своем фильме «Охота на зайцев» сцены подвига семьи Лангталер. Подвигу семьи Лангталер также посвящена книга австрийского журналиста Вальтера Коля «Тебя тоже ждёт мать». («Auch auf dich wartet eine Mutter»).

## Награды
- Почётный знак За заслуги перед Австрийской Республикой[3]
- Награда за Права человека от земельного правительства Верхняя Австрия (2005)
- Орден Николая Чудотворца  Украинской православной церкви[4]